# Matojärvi (Hietaniemi socken, Norrbotten)
Matojärvi är en sjö i Övertorneå kommun i Norrbotten och ingår i Torneälvens huvudavrinningsområde. Sjön har en area på 0,361 kvadratkilometer och ligger 69 meter över havet. Sjön avvattnas av vattendraget Matojoki.

## Delavrinningsområde
Matojärvi ingår i det delavrinningsområde (735266-186617) som SMHI kallar för Ovan Karhakkajoki. Medelhöjden är 50 meter över havet och ytan är 58,6 kvadratkilometer. Det finns inga avrinningsområden uppströms utan avrinningsområdet är högsta punkten. Matojoki som avvattnar avrinningsområdet har biflödesordning 2, vilket innebär att vattnet flödar genom totalt 2 vattendrag innan det når havet efter 35 kilometer. Avrinningsområdet består mestadels av skog (60 procent) och sankmarker (27 procent). Avrinningsområdet har 0,36 kvadratkilometer vattenytor vilket ger det en sjöprocent på 0,6 procent.